# Liste der Monuments historiques in Champ-d’Oiseau
Die Liste der Monuments historiques in Champ-d’Oiseau führt die Monuments historiques in der französischen Gemeinde Champ-d’Oiseau auf.

## Liste der Objekte
| Bezeichnung                                                                 | Beschreibung                                          | Standort                                | Kennzeichnung | Schutzstatus | Datum | Bild |
| --------------------------------------------------------------------------- | ----------------------------------------------------- | --------------------------------------- | ------------- | ------------ | ----- | ---- |
| Hauptaltar                                                                  | Holz, farbig gefasst, 17. Jahrhundert                 | in der Kirche St-Pierre-ès-Liens (Lage) | PM21003526    | Inscrit      | 1975  |      |
| Stuckierung des Chorraums und zwei Skulpturen: Petrus und Heilige Katharina | Stuck und Stein, farbig gefasst, 17. Jahrhundert      | in der Kirche St-Pierre-ès-Liens (Lage) | PM21003527    | Inscrit      | 1975  |      |
| Kruzifix                                                                    | Holz, farbig gefasst, spätes 17. oder 18. Jahrhundert | in der Kirche St-Pierre-ès-Liens (Lage) | PM21003528    | Inscrit      | 1975  |      |
| Kollektenschale                                                             | Zinn, 18. Jahrhundert                                 | in der Kirche St-Pierre-ès-Liens (Lage) | PM21003529    | Inscrit      | 1975  |      |
| Weihwasserkessel                                                            | Kupfer, 18. Jahrhundert                               | in der Kirche St-Pierre-ès-Liens (Lage) | PM21003579    | Inscrit      | 1976  |      |